# Tour des Templiers
La Tour des Templiers (en italien : Torre dei Templari) est une ancienne tour du bourg historique de San Felice Circeo au Latium en Italie.

## Histoire
La tour, le seul bâtiment sûrement lié aux chevaliers du Temple à San Felice Circeo, est erigée entre 1240 et 1259 par les moines templiers pendant la période d'occupation du promontoire là où très probablement il y avait un préexistent monument d’époque romaine,.
Au principe du XIXe siècle le prince Stanislas Poniatowski fait installer sur la tour la caractéristique horloge ayant seulement six heures sur son cadrant.